# 路德维希二世 (巴伐利亚)
路德维希二世（德語：Ludwig Otto Friedrich Wilhelm，1845年8月25日—1886年6月13日）维特尔斯巴赫王朝的巴伐利亚国王（1864年—1886年在位）。路德維希二世在巴伐利亞的歷史中一直被認為是最狂熱的城堡修建者，特別由於他對新天鵝堡的修建，在民間被稱為「童話國王」或「天鵝王」。

## 童年

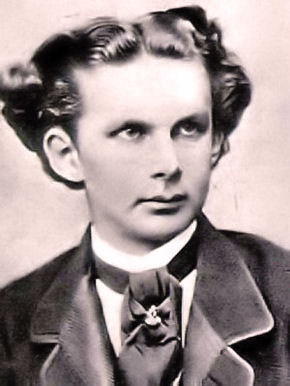
年轻时的路德维希二世

路德維希二世为巴伐利亚国王马克西米利安二世和普鲁士公主玛丽亚的長子，1845年8月25日0時30分出生于慕尼黑的宁芬堡宫。路德维希二世小时候就受到极为严格的王室教育。他的名字來自於他的祖父路德維希一世，因為他的生日和路德維希一世為同一天（1786年8月25日）。三年後（1848）年，他的弟弟奧托出生。

他們兩兄弟的童年及青年的大多數時期都是與家人在高天鹅堡（又译“霍恩施万高”，Hohenschwangau）度過，同時在1853年到1863年間的暑假則同父親一起去往贝希特斯加登的國王別墅。然而從19世紀末開始有傳言，路德維希二世於1857年由於一次在別墅花園的意外事件後就強烈地拒絕拜訪贝希特斯加登，並於1864年他父親去世後很長一段時間都不再拜訪贝希特斯加登。

在他的祖父，路德維希一世於1848年退位後，他的父親正式成為巴伐利亞國王，而路德維希成為王储。

1861年路德維希第一次領略了瓦格納的歌剧《唐懷瑟》和《罗恩格林》，從此他對瓦格納的歌劇充滿熱情並對神話世界充滿嚮往。他非常喜歡和至友家族的保罗一起朗诵诗歌，扮演瓦格纳歌剧中的角色。路德维希二世与表姑奥地利皇后伊莉莎白即茜茜公主（路德維希二世的祖父與茜茜公主的媽媽乃同父異母的兄妹）保持着终生的友谊，他们同样热爱着大自然和诗歌，他们将自己分别比作老鹰和海鸥。

## 登基

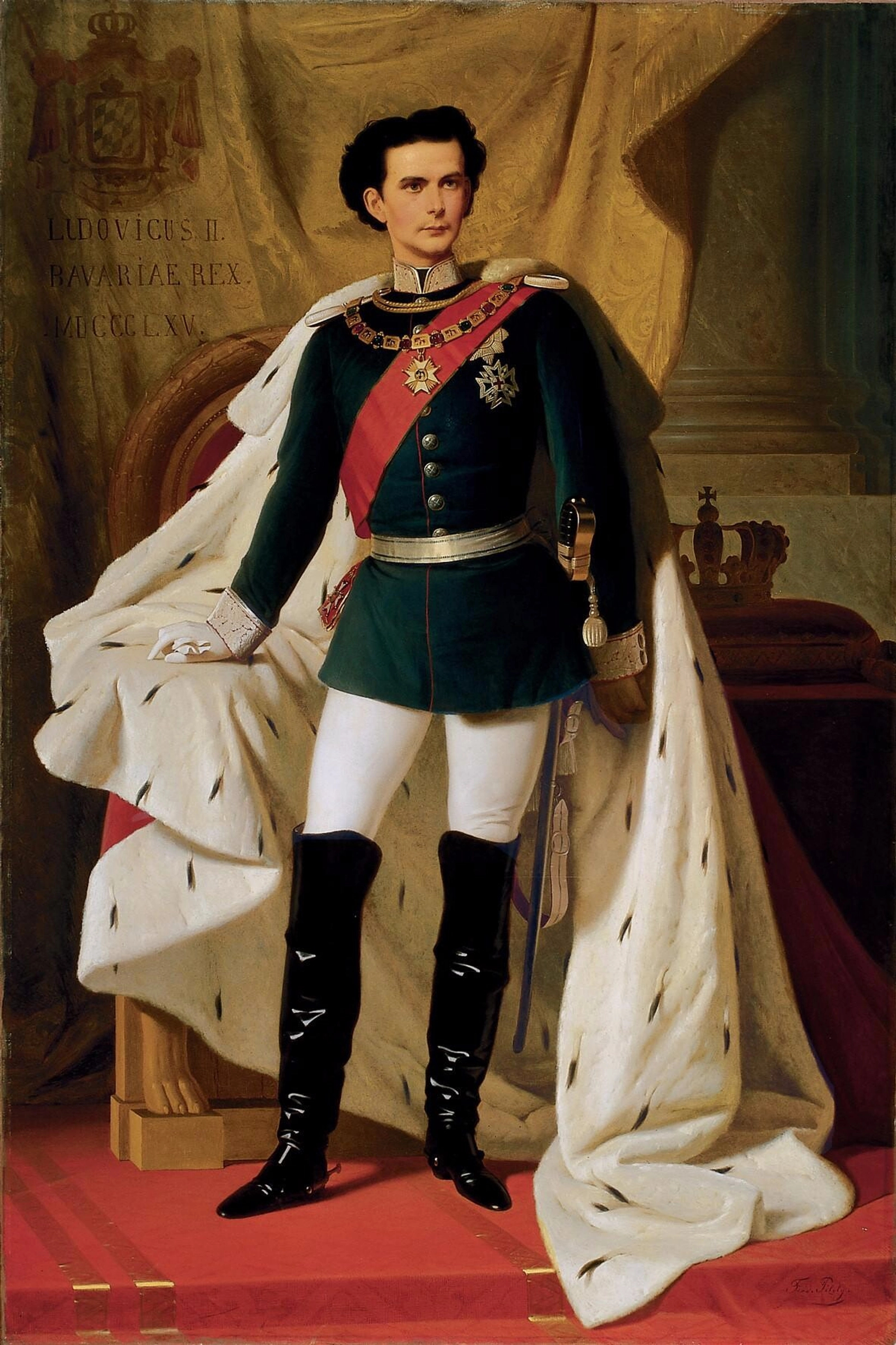
20歲的路德維希二世，Ferdinand von Piloty畫， 1865

路德維希的父親馬克西米利安於1864年3月10日去世，年僅18歲的路德維希在同一天宣告成為路德維希二世（“路德維希，上帝護佑巴伐利亞國王，萊茵法爾茲伯爵，巴伐利亞，弗蘭肯及施瓦本公爵”）。3月11日10時，他在樞密院禮堂完成了對巴伐利亞王國憲法的宣誓。3月14日先王的葬禮成為了新國王的首次公眾露面。高達1米93的路德維希二世在當時是特別高大偉岸的國王。

### 與普魯士的戰爭
路德維希二世於1866年5月11日簽署了動員命令，代表了巴伐利亞以支持德意志邦聯和奧地利帝國對抗普魯士王國的身份加入了普奧戰爭。由於從幼年開始就對軍事完全沒有興趣，路德維希把戰爭政治直接扔給巴伐利亞的內閣部長，而自己出發到瑞士與理查德·瓦格納見面。由於戰敗巴伐利亞被迫接受對普魯士三千萬古爾登賠款的和平條約。此外還將格爾斯費爾德地區以及奧爾布行政區割讓給普魯士。巴伐利亞同其他南德王國一起加入了普魯士的防守同盟，巴伐利亞的軍隊接受普魯士的最高軍事指揮。路德維希於1866年11月10日到12月10日在弗蘭肯境內做了他人生中唯一一次對自己王國的考察。之後他就把執政事務完全交給公使處理，搬回自己的城堡並把所有的精力都放到了他的那些浪漫的幻想中。

### 執政政策
同流行的看法完全相反的是路德維希雖然經常不在慕尼黑，但他實際上一直到執政的最後都非常仔細的處理公務。當時國王通過內閣秘書和內閣部長聯絡，帶有路德維希親筆簽名（並包含了註釋或建議）的詢問信件和文件常常會被傳遞給內閣。同時路德維希還繼續進行任命或赦免的工作。他還大力支持推行一項普魯士模式的為大多數職業提供居留權的工商業管理條例。

## 政绩

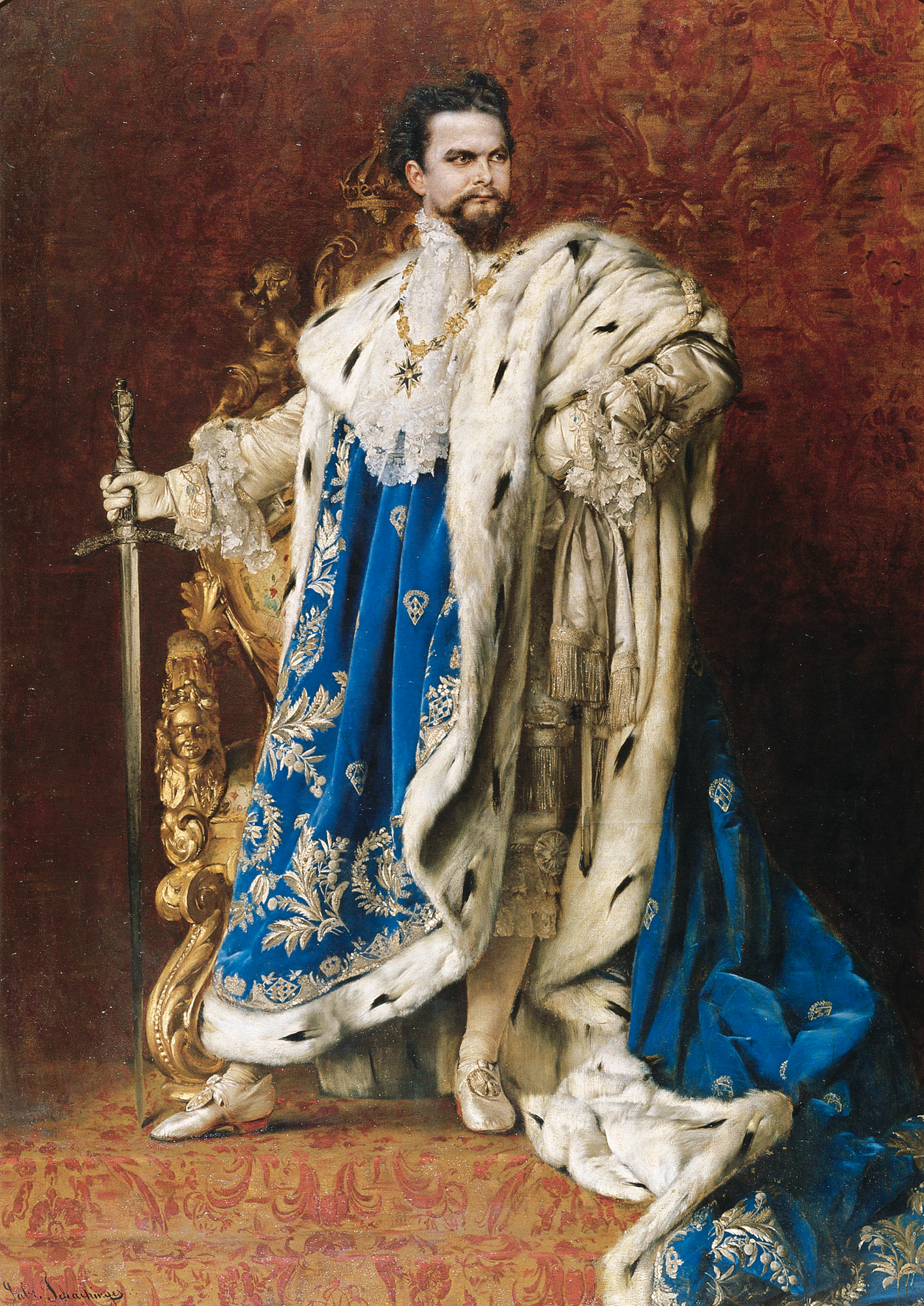
路德维希二世

路德维希二世于1864年18岁时继承王位。但那时，巴伐利亚王国的权力都掌握在议会两院手中，路德维希二世梦想中的中世纪般的王国已经不复存在。在慕尼黑，繁缛复杂的宫廷礼仪，尔虞我诈的权力争斗，都让这位年轻而感性的国王无法忍受。但他的年轻以及英俊外貌使得他在巴伐利亚国内外都非常受欢迎。尽管登上王位后的首要问题之一便是宫廷和民众对生育王室继承人的期望，但路德维希二世从未结婚。他曾与表姑蘇菲·夏洛特（茜茜公主的妹妹）订婚，但婚礼日期反复推迟，最后婚约也被路德维希二世取消。苏菲嫁给了阿朗松公爵费迪南德·菲利普·玛丽。 
路德维希二世在普奥战争中支持奥地利，这使他在奥地利失败后面对德意志第一强国普鲁士时处于被动局面。1867年他像其它许多认识到力量对比已经永远发生变化的德意志王公一样加入普鲁士牵头的同盟；根据双方签署的条约，巴伐利亚在普法战争中站在普鲁士一方加入了战斗。出于俾斯麦的授意，路德维希二世于1870年12月写信给普鲁士国王威廉一世，请求他登上德意志帝国的皇位。这齣戏的结果是，威廉一世成为统一的德国的皇帝，而巴伐利亚的独立地位却终结了。

## 艺术成就
随着在位时间的增长，路德维希二世越来越沉溺在自己的幻想之中。他在1880年代的大部分时间隐居于阿尔卑斯山的行宫中。他在这里修建了几座耗资巨大的宫殿，这些宫殿由克里斯蒂安·扬克设计，具有童话般的美丽造型。路德维希二世幻想自己住在一个虚构世界里，这个世界的特色就是他是一名路易十四式的专制君主。

### 對文化的支持和與瓦格納的友情
從早期開始路德維希二世就熱心於促進文化發展，特別是對作曲家理查德·瓦格納於1864年5月4日第一次見面後開始的資助。1864到1865年間他為負債的瓦格納支付了170.000古爾登（德國古貨幣）。他還為歌劇「尼伯龍根的指環」提供了大量資金。然而在1865年12月路德維希二世不得不屈服於來自政府，慕尼黑市民以及皇室家族的阻力，要求當時並不受歡迎的瓦格納離開巴伐利亞。但他和瓦格納之間緊密的友情一直持續。瓦格納的歌劇「特里斯坦與伊索爾德」（1865年6月10日），「紐倫堡的名歌手」（1868年6月21日），「萊茵的黃金」（1869年9月22日）和「女武神」（1870年6月26日）都在慕尼黑國家歌劇院進行了首場公演。從1872年開始，路德維希二世不再公開展示完整的瓦格納歌劇。他還資助了拜羅伊特節日劇院以及由瑪麗·馮·斯希萊尼茲創建的拜羅伊特庇護聯合會。

### 建筑

#### 新天鹅堡
建造于1869年至1886年。在路德维希二世修建的豪华建筑中最著名的莫过于新天鹅堡。这座洋溢着浪漫气息的城堡结合了拜占庭式建筑和哥特式建筑的特色，实在是只能出现于童话世界之中。最初，新天鹅堡的建筑草图是1868年由剧院画家和舞台布置者Pocci和Christian Jank绘制。但实际上新天鹅堡并不特别需要景观的设计，因为路德维希二世在心中构思城堡的蓝图时，早已将城堡与天然景观合而为一。正因为这样，城堡在四季中呈现了不同风貌。苍林鬱野间，静静铺展着的四个湖泊，丝绒般平滑的沉沉湖水，围绕在城堡四周，城堡就像是大自然那美丽山间的一座巨石。新天鹅堡的建造过程，事实上是将二座旧城堡废除，在1868年将水管布置完成与道路也建造好后，旧堡即清除。在山顶上建造大的平台，1869年9月5日城堡主体奠基。路德维希二世在城堡建造期间，显得很心急，常从旧天鹅堡（Hohenschwangau）父堡利用望远镜监督工程的进展，最早完成的是大门。1873年堡体工程开始时，在堡底建有二百间临时的居留所供应餐旅。直到今天，这些原本临时建造成的房舍却成了有名的旅馆“Zur Neuen Burg。” 整个建造工程，耗费了相当多的材料与物资，单是1872年，就用了450吨的水泥， 1845立方米的石灰。1879年至1880年，保守的估计就用了465吨萨尔斯堡的大理石。4550吨由外地运来的石头，400000块砖，3600立方米的沙石，600吨的水泥， 50吨硬煤，2050立方米的木质鹰架，必须藉由蒸气起重机先将这些物资运送城堡西方，再用一种车身可以斜竖而倾出装载物的车辆，转送到第二个中途站。接下去用精确计算的滑轮组，高安全性的工程，其技术由今日仍是非常著名的TUV（The Bavarian Steam Boiler Monitoring Union）所监造。在往后那长达十几年的建造期间，投入的技术与人力更是惊人。新天鹅堡，堡内到处装饰有天鹅的日常用品、帏帐、壁画， 就连盥洗室的自来水水龙头，也装饰着天鹅形状。堡内的生活用水方面，是在二百公尺高的山谷中，建造蓄水池，储存石缝中流出的清水，利用自然的力量水压，提供包括顶层在内全堡的用水。例如寝室内设有天鹅形状的送水装置，一转动水笼头便有清水自水笼头流出。此外，厨房内侧设有锅炉房，整个宫殿因暖风而变得温暖，在严寒的冬季只有暖风是不够的，另外设置了卷吊装置，将暖炉的燃料送至各个层楼。这麽一座光芒四射、屹立不摇的华丽建筑物，其造价总计花费了相当于十九世纪的六百二十万的马克之鉅。在路德维希去世前，新天鹅堡仍未完工。

#### 林德霍夫宫
建造于1869年至1879年，洛可可的建筑风格，融合了他为实现神话般的热情。主要是模仿凡尔赛宫的小特里阿农宫建造，花园中的金饰喷泉，并以希腊神话为绘画题材。路德维希二世最喜欢的林德霍夫宫，是洛可可式建筑中的一件珍品，也是路德维希的诸多王宫中唯一完工的一座。在林德霍夫宫周围分布着风格各异的意大利、法国和英国园林，园林内点缀着喷泉、池塘和华而不实的观赏建筑，堪称那位古怪国王的珍宝箱。法王路易十六曾是路德维一世的洗礼教父，路德维一世又是路德维二世的祖父兼教父，再加上，路德维二世认为法王的形象是专制及主权合一的代表，使他不但崇拜著路易十四，也在两次造访巴黎并参观过凡尔赛宫後，开始规画林德霍夫宫及赫莲基姆湖宫。宫殿不但和凡尔赛宫的风格相似，在林德霍夫宫中，还处处可见法国皇室成员的肖像及凡尔赛宫的情景。建造城堡及宫殿中，林德霍夫宫是唯一他在世时建造完成并实际居住的宫殿，于1878年建造完成。宫殿正前方的花园中央，有一个喷水池，当水柱喷起的一刹那相当壮观，若再往上爬到宫殿对面的小凉亭上，可将花园及宫殿尽入眼簾。

#### 海伦基姆湖宫
位于基姆湖（Chiemsee）中，是法国凡尔赛宫的仿制品，建造于1878年至1885年间。基姆湖(Chiemsee)中有三个岛，分别是男人岛、女人岛和至今无人居住的香草岛。最大的岛屿就是男人岛，因岛上有座“男人修道院”而得名。这个岛屿之所以闻名主要是因为路德维希二世在这里建造了一座宫殿，其风格仿效法国著名的凡尔赛宫路。路德维希二世于1873年买了此岛后，有系统地开伐山林，1867年他造访凡尔赛宫，想在岛上仿制凡尔赛宫。正面是巴洛克式，但有着比凡尔赛宫更为华丽的镜厅。路德维希二世花了二亿马克才完成赫尔伦基姆泽宫的建造，几乎掏空国库，可他只在赫尔伦基姆泽宫住了一周就突然去世。

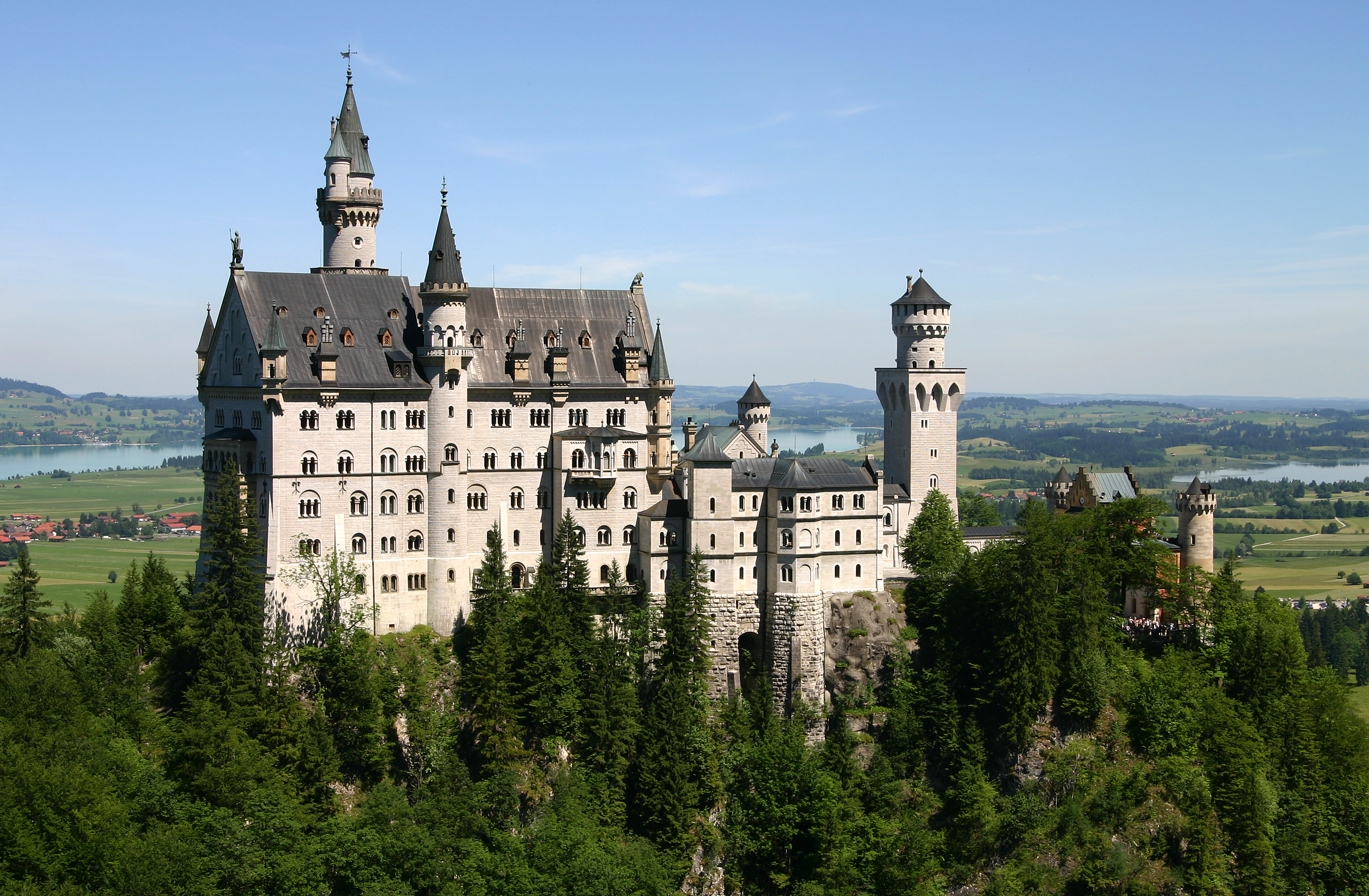
新天鹅堡
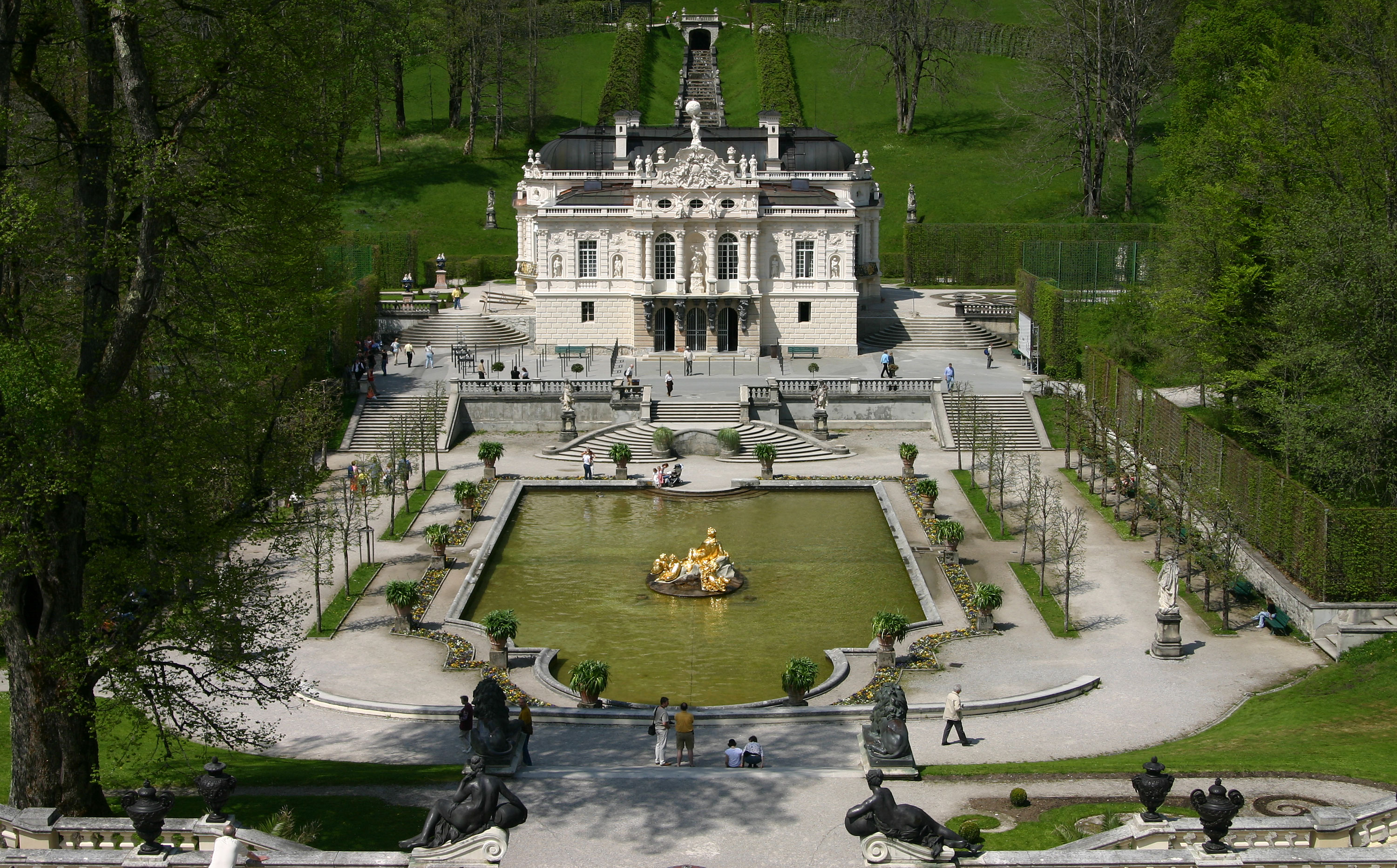
林德霍夫宫
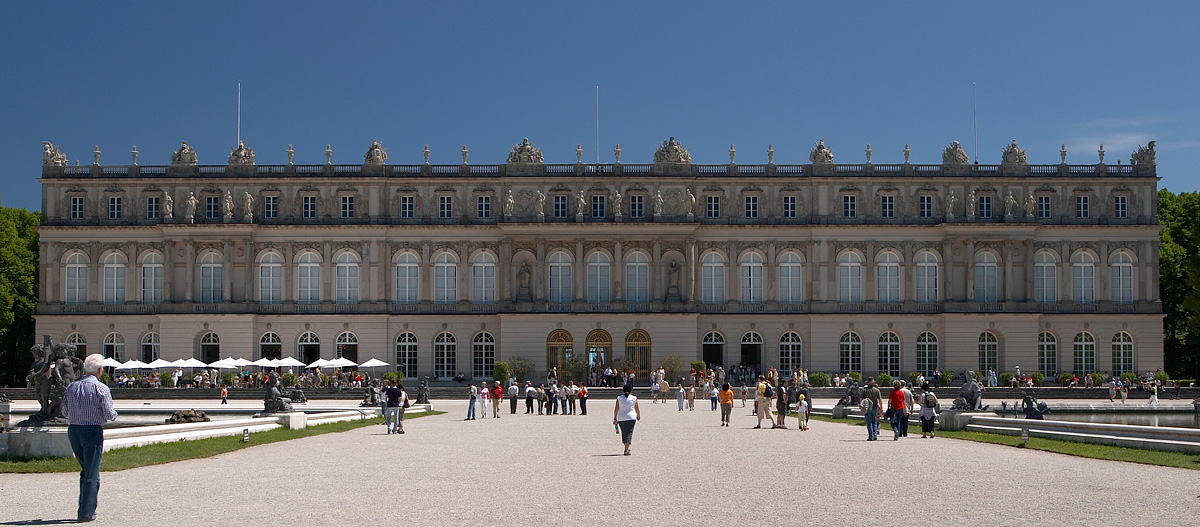
赫尔伦基姆泽宫

## 国王之死
1886年，路德维希二世被巴伐利亚政府宣布为精神失常且已经无法处理公务；柳特波德亲王被任命为摄政。
正住在新天鹅堡的路德维希二世企图向公众传达以下信息：柳特波德亲王在违背我意愿的情况下擅自摄政，他是要篡权。我的大臣们听信关于我健康状况的虚假报告并准备对我所热爱的人民施行暴政。我需要每个忠诚的巴伐利亚人的帮助……这些话被刊登在班贝格的一份报纸上；但是政府截获了报纸，并禁止其发行。路德维希二世给其它报纸和朋友发的电报也大都被截获。有趣的是，路德维希二世确实收到了一份来自俾斯麦的建议。俾斯麦建议路德维希回慕尼黑并在公众面前露面，但被他拒绝了，一支部队抵达路德维希二世藏身的新天鹅堡，把他抓了起来。他被转送到慕尼黑南郊的贝尔格的一座城堡中。
次日傍晚，路德维希二世与负责治疗他的医生离开城堡散步，至夜未归，城堡中人全体出动搜寻，其时风雨大作，直到午夜，路德维希二世和医生的尸体终于在附近一座湖的浅水区中被发现。具体死因至今成为一个谜，很多人猜测是其政敌指使的暗杀。
路德维希二世的遗体安葬于慕尼黑的米迦勒教堂。
路德维希死后，由弟弟奥托继位。由于奥托因为精神失常一直被关在福斯滕里德宫，故由柳特波德亲王继续摄政。

## 路德维希二世的传奇
路德维希二世成为了德国最不平凡的也是最受人欢迎的君主。他建设了许多著名的漂亮的宫殿和城堡；在他统治期间，巴伐利亚虽国力日下，但远离战争保持着和平的状态。巴伐利亚人至今还称呼路德维希二世为“我们亲爱的国王”（unser Kini）。他所建的宫殿和城堡也是巴伐利亚旅游业的重要收入来源。